# 克拉克无心菜
克拉克无心菜（学名：Arenaria karakorensis）是石竹科无心菜属的植物，为中国的特有植物。分布在中国大陆的新疆等地，生长于海拔5,000米至5,100米的地区，多生长在山地，目前尚未由人工引种栽培。